# Mutten
Mutten (Walserduits: Mutte; Reto-Romaans: Mut; Italiaans (verouderd): Monte) is een plaats en voormalige gemeente in het Zwitserse kanton Graubünden.
Mutten telde 87 inwoners in 2005.

## Geschiedenis
De gemeente Mutten maakte deel uit van het district Albula tot de 31 december 2017. Mutten ging op 1 januari 2018 op in de gemeente Thusis in het district Hinterrhein. vanaf 1959 tot het opheffen van de gemeente had Mutten een gemeenteverband met Riehen in het kanton Basel-Stadt.